# Desmatelesia
Desmatelesia is een geslacht van mosdiertjes uit de familie van de Plagioeciidae en de orde Cyclostomatida. De wetenschappelijke naam ervan werd in 1930 voor het eerst geldig gepubliceerd door Ferdinand Canu en Guillaume Lecointre.

## Soorten
- Desmatelesia coerulea (Canu & Bassler, 1929)
- Desmatelesia repens Gontar, 2009